# 인천 대한항공 점보스

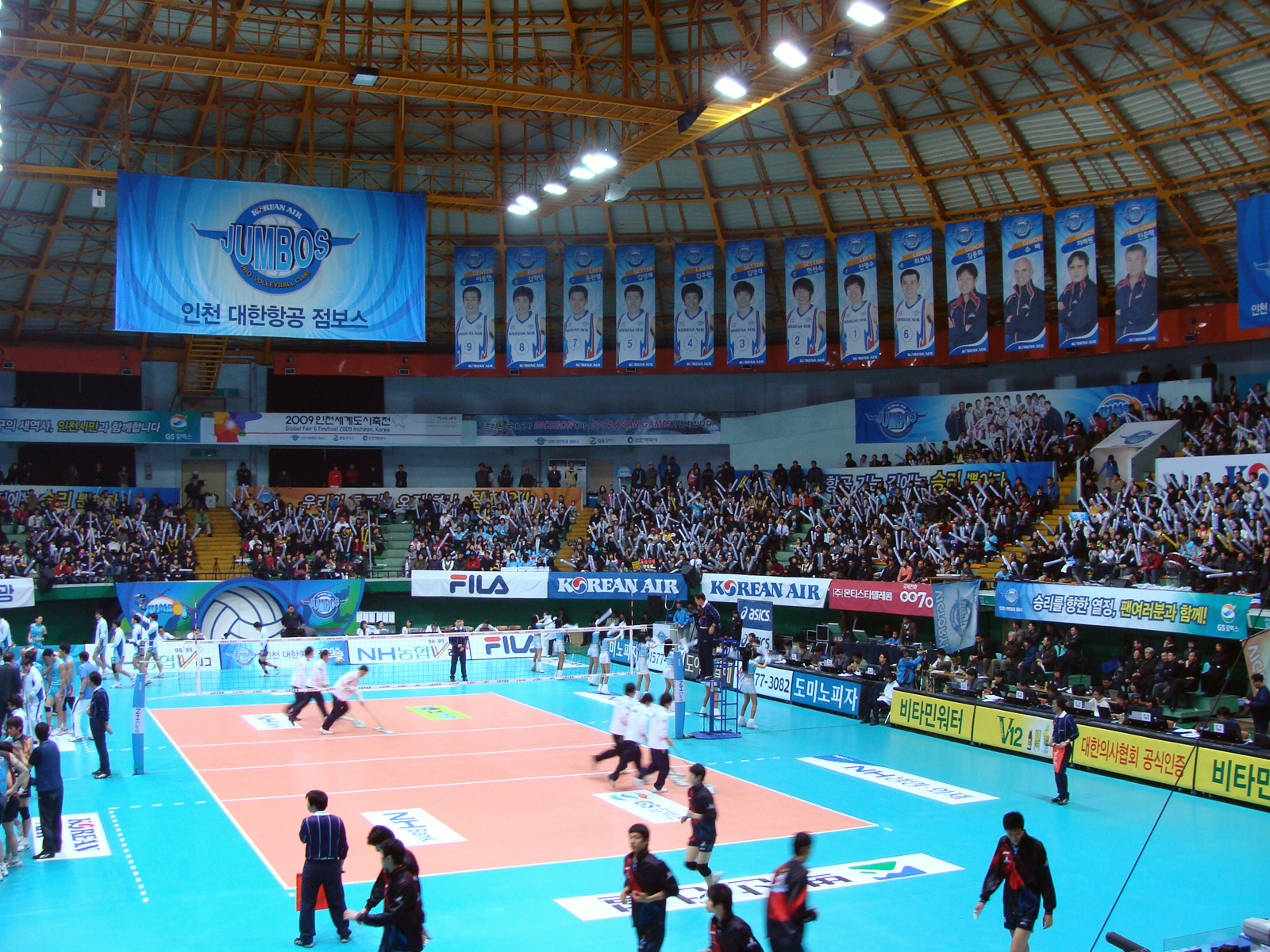
인천시립도원체육관에 걸린 대한항공 점보스 배구단의 사진들

인천 대한항공 점보스(Incheon Korean Air Jumbos)는 한국배구연맹에 속한 대한민국의 프로 배구단이다. 모기업은 대한항공이며, 구단주는 조원태이다.

## 역사
1969년에 창단되었다가 석유 파동의 여파로 1972년에 잠시 해체하였고 그 이후 같은 그룹(한진) 학원인 인하대학이 야구부를 창단하자 이들 대학 선수를 처음 배출하는 1981년 실업야구팀을 창단할 예정이었으나 같은 해 말 프로야구 출범으로 무산됐다. 1986년에 재창단하였으며, 2005년 프로 팀으로 전환되어 지금의 팀명인 점보스를 쓰게 되었다.
연고지는 인천광역시이며 도원실내체육관을 홈 구장으로 사용하였다가 인천 아시안 게임 개최를 위해 2013년 10월 7일 계양구 서운동에 새로 개관한 계양체육관으로 홈 코트를 이전했다. 실업 시절에는 한진그룹이 재단으로 운영하는 인하대학교 출신 선수들이 주력이었으나, 점차 여타 대학교 출신 선수들도 받아들이면서 전력이 강화되었다. 신영철 감독 부임 이후 2010-2011 V-리그 정규 시즌에서 팀 창단 사상 첫 1위를 차지하여 역대 정규 리그 최고 성적을 거두었으나, 7판 4선승제 챔피언결정전에서 대전 삼성화재 블루팡스에 4전 전패의 성적으로 준우승에 그쳤다. 2011-2012 V-리그에서도 2위로 3판 2선승제 플레이오프를 치러 천안 현대캐피탈 스카이워커스와 접전 끝에 2:1로 승리하며 챔프전 진출에 성공했으나, 5판 3선승제 챔프전에서 삼성화재에 1:3으로 패하며 또 다시 준우승에 머물렀다.
이후 챔프전에 2번 더 진출했으나 각각 삼성화재와 현대캐피탈에 연거푸 무릎을 꿇으며 우승의 한을 풀지 못했다. 그러다가 2017-2018 V-리그 플레이오프에서 삼성화재를 2:1로 제압하며 챔프전에 진출했고 챔프전에서 디펜딩 챔피언이자 전년도 챔프전에서 자신들에게 준우승의 아픔을 선사한 현대캐피탈을 챔프전 전적 3승 1패로 물리치고 전년도 챔프전에서의 패배를 설욕하며 프로배구 V-리그 출범 후 창단 첫 우승을 차지했으며 2020-21 시즌과 2021-22 시즌에서는 2연속 통합 우승을 차지하면서 삼성화재 이후 통합 2연패를 달성한 2번째팀이 되었다.

## 역대전적

### 프로출범 이전
- 1969년 대한항공 배구단 창단
- 1972년 대한항공 배구단 해체
- 1986년 대한항공 배구단 재창단
- 1995년 5월 제50회 전국남여종별선수권대회 우승
- 1995년 10월 95한국실업배구 대제전 3위
- 1996년 10월 아식스스포츠컵 96실업배구대제전 준우승
- 1997년 4월 한덕생명컵 97실업배구대제전 3위
- 1997년 10월 제78회 전국체육대회 준우승
- 1999년 2월 99한국배구슈퍼리그대회 준우승
- 1999년 10월 제80회 전국체육대회 3위
- 2000년 10월 금호생명컵 실업배구대제전 3위
- 2001년 6월 V리그 세미프로리그대회 3위
- 2003년 2월 2003 한국배구슈퍼리그대회 3위
- 2003년 10월 제83회 전국체육대회 준우승
- 2003년 11월 실업배구대제전 3위
- 2004년 2월 2004 V-TOUR 배구대회 3위

### 프로출범 이후
- 2005 KT&G V리그 4위
- 2005~2006 KT&G V리그 4위
- 2006 - 2007 힐스테이트 V리그 정규시즌 3위
- 2007 - 2008 NH농협 V리그 정규시즌 2위
- 2008 - 2009 NH농협 V리그 정규시즌 3위
- 2007 KOVO컵 마산 프로배구 우승
- 2010년 9월 수원 IBK기업은행컵 프로배구 대회 준우승
- 2010-2011 NH농협 V-리그 정규리그 우승, 챔피언 결정전 대 삼성화재 0:4 준우승
- 2011년 8월 수원 IBK기업은행컵 프로배구 대회 우승(대 우리캐피탈 3:0)
- 2011-2012 NH농협 V-리그 정규리그 2위, 플레이오프 대 현대캐피탈 2:1 승, 챔피언 결정전 대 삼성화재 1:3 준우승
- 2012-2013 NH농협 V-리그 정규리그 3위, 플레이오프 대 현대캐피탈 2:0 승, 챔피언 결정전 대 삼성화재 0:3 준우승
- 2016-2017 NH농협 V-리그 정규리그 우승, 챔피언 결정전 대 현대캐피탈 2:3 준우승
- 2017-2018 도드람 V-리그 정규리그 3위, 플레이오프 대 삼성화재 2:1 승, 챔피언 결정전 대 현대캐피탈 3:1 창단 첫 우승
- 2018-2019 도드람 V-리그 정규리그 우승, 챔피언 결정전 대 현대캐피탈 0:3 준우승
- 2020-2021 도드람 V-리그 정규리그 우승, 챔피언 결정전 대 KB국민은행 2:1 우승
- 2022-2023 도드람 V-리그 정규리그 우승, 챔피언 결정전 대 현대캐피탈 3:0 우승
- 2023-2024 도드람 V-리그 정규리그 우승, 챔피언 결정전 대 OK금융그룹 3:0 우승
- 2024-2025 도드람 V-리그 정규리그 3위, 플레이오프 대 KB국민은행 2:1 승 챔피언결정전 대 현대캐피탈 0:3 준우승

## 통산 기록
| 인천 대한항공 점보스 | 인천 대한항공 점보스 | 인천 대한항공 점보스 | 인천 대한항공 점보스 | 인천 대한항공 점보스 | 인천 대한항공 점보스 | 인천 대한항공 점보스 |
| 시즌                 | 시즌 순위            | 포스트 시즌          | 경기수               | 승                   | 패                   | 승점                 |
| -------------------- | -------------------- | -------------------- | -------------------- | -------------------- | -------------------- | -------------------- |
| 2005                 | 4                    | 진출 실패            | 20                   | 6                    | 14                   | 26                   |
| 2005-06              | 4                    | 진출 실패            | 35                   | 15                   | 20                   | 15                   |
| 2006-07              | 3                    | 플레이오프           | 30                   | 19                   | 11                   | 19                   |
| 2007-08              | 2                    | 플레이오프           | 35                   | 27                   | 8                    | 27                   |
| 2008-09              | 3                    | 플레이오프           | 35                   | 22                   | 13                   | 22                   |
| 2009-10              | 3                    | 플레이오프           | 36                   | 25                   | 11                   | -                    |
| 2010-11              | 1                    | 준우승               | 30                   | 25                   | 5                    | -                    |
| 2011-12              | 2                    | 준우승               | 36                   | 28                   | 8                    | 80                   |
| 2012-13              | 3                    | 준우승               | 30                   | 17                   | 13                   | 52                   |
| 2013-14              | 3                    | 플레이오프           | 30                   | 16                   | 14                   | 50                   |
| 2014-15              | 4                    | 진출 실패            | 36                   | 18                   | 18                   | 55                   |
| 2015-16              | 4                    | 준플레이오프         | 36                   | 21                   | 15                   | 64                   |
| 2016-17              | 1                    | 준우승               | 36                   | 25                   | 11                   | 72                   |
| 2017-18              | 3                    | 우승                 | 36                   | 22                   | 14                   | 61                   |
| 2018-19              | 1                    | 준우승               | 36                   | 25                   | 11                   | 75                   |
| 2019-20              | 2                    | 미진행               | 31                   | 23                   | 8                    | 65                   |
| 2020-21              | 1                    | 우승                 | 36                   | 26                   | 10                   | 76                   |
| 2021-22              | 1                    | 우승                 | 36                   | 24                   | 12                   | 70                   |
| 2022-23              | 1                    | 우승                 | 36                   | 26                   | 10                   | 76                   |
| 2023-24              | 1                    | 우승                 | 36                   | 23                   | 13                   | 71                   |
| 2024-25              | 3                    | 준우승               | 36                   | 21                   | 15                   | 65                   |

## 2025/26시즌 코칭 스태프 & 선수단

### 코칭스탭
- 감독 :  헤난 달 조토
- 수석코치 : 이성희
- 코치 : 최부식 정대영  블레어 밴

### 지원스탭
- 트레이너 : 정종일
- 매니저 : 김현 심홍석
- 전력분석 : 김동혁
- 통역 : 김현 정재균

### 현재 선수단
| 번호 | 포지션 | 이름          | 데뷔 연도         | 이적 연도        |
| ---- | ------ | ------------- | ----------------- | ---------------- |
| 1    | 센터   | 김규민        | 2013(러시앤캐시)  | 2018(삼성화재)   |
| 2    | 세터   | 한선수        | 2007              |                  |
| 3    | 세터   | 정진혁        | 2021              |                  |
| 5    | 세터   | 유광우        | 2007(삼성화재)    | 2019(우리카드)   |
| 6    | 센터   | 이수황        | 2012(LIG손해보험) | 2020(우리카드)   |
| 7    | 레프트 | 이준          | 2021              |                  |
| 8    | 센터   | 진지위        | 2019              |                  |
| 9    | 레프트 | 곽승석        | 2011              |                  |
| 10   | 레프트 | 정지석        | 2013              |                  |
| 12   | 센터   | 조재영        | 2013              |                  |
| 13   | 리베로 | 박지훈        | 2020(삼성화재)    | 2021(삼성화재)   |
| 14   | 리베로 | 오은렬        | 2019              |                  |
| 15   | 레프트 | 임재영        | 2020              |                  |
| 16   | 레프트 | 정한용        | 2021              |                  |
| 17   | 라이트 | 임동혁        | 2017              |                  |
| 18   | 라이트 | 링컨 윌리엄스 | 2021              |                  |
| 20   | 리베로 | 정성민        | 2010(LIG손해보험) | 2017(현대캐피탈) |
| 22   | 센터   | 천종범        | 2015(OK저축은행)  | 2017(OK저축은행) |
| 23   | 센터   | 김민재        | 2021              |                  |

#### 군 입대
| 포지션 | 이름   | 데뷔 연도         | 이적 연도        | 군 입대 연도        |
| ------ | ------ | ----------------- | ---------------- | ------------------- |
| 레프트 | 손현종 | 2013(LIG손해보험) | 2019(KB손해보험) | 2021 (현역)         |
| 리베로 | 이지율 | 2020              |                  | 2021 (상무)         |
| 센터   | 진성태 | 2014(현대캐피탈)  | 2016(현대캐피탈) | 2022 (사회복무요원) |
| 세터   | 김형진 | 2017(삼성화재)    | 2022(현대캐피탈) | 2022 (상무)         |

## 응원단
아나운서 : 유창근
응원단장 : 김주일
치어리더 : 권안나, 박아람, 김혜수, 이엄지, 김소윤, 정지호, 신수인, 신유리, 이시아

## 역대 감독
- 1대 : 유석철 (1986 ~ 1996년)
- 2대 : 한장석 (1996 ~ 2001년)
  - 최천식 (대행 2001 ~ 2002년)
- 3대 : 차주현 (2002 ~ 2005년)
- 4대 : 문용관 (2005 ~ 2008년)
- 5대 : 진준택 (2008 ~ 2009년)
- 6대 : 신영철 (2009 ~ 2013년)
- 7대 : 김종민 (2013 ~ 2016년)
  - 장광균 (대행 2016년))
- 8대 : 박기원 (2016 ~ 2020년)
- 9대 :  로베르토 산틸리 (2020 ~ 2021년)
- 10대 :  토미 틸리카이넨 (2021년 ~ 현재)

## 역대 선수
- 강동진
- 김민욱
- 김영래
- 김영석
- 김주완
- 배호철
- 마틴 네메크
- 신경수
- 심홍석
- 류윤식
- 윤관열
- 이동현
- 이성우
- 이보규
- 장광균
- 진상헌
- 최부식
- 조국기
- 조성철
- 에반 페이텍
- 요스레이더 칼라
- 한선수
- 황동일
- 김철홍
- 김학민